# El Ràfol d'Almúnia
El Ràfol d'Almúnia és una població localitzada a la Marina Alta, al País Valencià.

## Geografia
Està situat en la vall del riu Girona, al peu de la serra de Segària a la comarca de la Marina Alta. El seu terme municipal té una extensió de 4,9 km² a una altitud de 88 m. i a 12 km. de la platja.
El Ràfol d'Almúnia limita amb els termes municipals de Benidoleig, Benimeli, Dénia, Pego, Sagra i Tormos.
És la capital històrica de la zona de la Marina Alta coneguda com la Rectoria formada per Sanet i els Negrals, Benimeli, el Ràfol d'Almúnia, Sagra i Tormos.

## Història

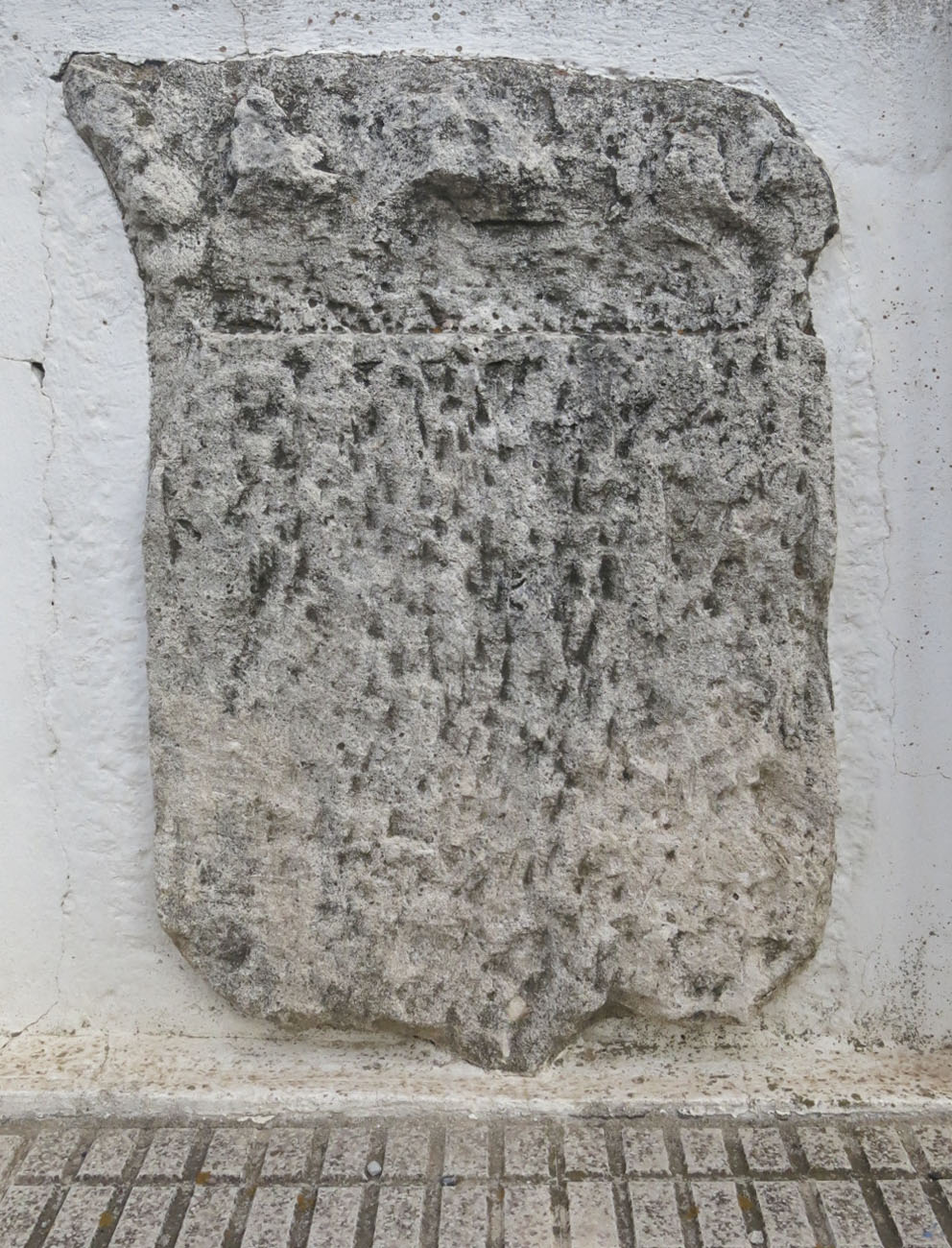
Escut de la família Almúnia

Té origen àrab, va pertànyer al regne taifa de Dénia i va passar a la Corona d'Aragó amb la conquesta de Jaume I, quedant com a senyors de Ràfol, els Murs, després Sapena i posteriorment els Almúnia. En 1535 va ser erigida en parròquia amb els annexos de Benimeli, Sagra, Negrals i Zeneta. Va ser repoblat en 1610 després de l'expulsió dels moriscos per 123 habitants, tenia 26 cases. En 1800 tenia 80 cases i 429 habitants i l'església parroquial a Sant Francesc de Paula era servida per un capellà i un beneficiat, de la qual depenien Benimeli, Negrals, Sagra, Sanet i Tormos, sent el centre de la Rectoria i al segle xvii va ser el centre del Marquesat de Ràfol d'Almúnia.
El 1693, sota el regnat de Carles II, esclatà l'anomenada Segona Germania. Les gents del Rectorat hi van tindre una important intervenció, i del Ràfol va sorgir un dels seus líders indiscutibles, Francesc Garcia, que va ser nomenat síndic general i es va convertir en el cap polític i ideològic.

## Demografia
Té una població de 692 habitants (INE 2008).
|           | 1900 | 1910 | 1920 | 1930 | 1940 | 1950 | 1960 | 1970 | 1981 | 1991 | 2000 | 2005 | 2007 | 2008 | 2018 |  |
| Población | 538  | 518  | 537  | 568  | 584  | 510  | 491  | 420  | 416  | 376  | 402  | 532  | 635  | 692  | 700  |  |

## Política i govern

### Composició de la Corporació Municipal
El Ple de l'Ajuntament està format per 7 regidors. En les eleccions municipals de 26 de maig de 2019 foren elegits 4 regidors de Compromís pel Ràfol d'Almúnia (Compromís) i 3 del Partit Popular (PP).
| Eleccions municipals de 26 de maig de 2019 - el Ràfol d'Almúnia                                                              |                                     |                                     |                                     |      |          |          |
| Candidatura | Candidatura                         | Candidatura                         | Cap de llista                       | Vots | Vots     | Regidors |
| | Compromís pel Ràfol d'Almúnia       |                                     | Josep Vicent Rovira Ferrando        | 175  | 56,82%   | 4 ()     |
| | Partit Popular                      |                                     | Eduardo Pelús Senti                 | 132  | 42,86%   | 3 ()     |
| | Vots en blanc                       |                                     |                                     | 1    | 0,32%    |          |
| Total vots vàlids i regidors                                                                                                 | Total vots vàlids i regidors        | Total vots vàlids i regidors        | Total vots vàlids i regidors        | 308  | 100 %    | 7        |
| | Vots nuls                           | Vots nuls                           | Vots nuls                           | 2    | 0,65%    |          |
| Participació (vots vàlids més nuls)                                                                                          | Participació (vots vàlids més nuls) | Participació (vots vàlids més nuls) | Participació (vots vàlids més nuls) | 310  | 78,48%** |          |
| Abstenció | Abstenció                           | Abstenció                           | Abstenció                           | 85*  | 21,52%** |          |
| Total cens electoral | Total cens electoral                | Total cens electoral                | Total cens electoral                | 395* | 100 %**  |          |
| Alcalde: Josep Vicent Rovira Ferrando (Compromís) (15/06/2019)                                                               |                                     |                                     |                                     |      |          |          |
| Fonts: JEC, JEZ Dénia, M. Interior, Periòdic Ara. (* No són vots sinó electors. ** Percentatge respecte del cens electoral.) |                                     |                                     |                                     |      |          |          |

### Alcaldia
Des de 2015 l'alcalde del Ràfol d'Almúnia és Josep Vicent Rovira Ferrando de Compromís pel Ràfol d'Almúnia (Compromís).
| Període                       | Alcalde o alcaldessa         | Partit polític | Data de possessió | Observacions |
| ----------------------------- | ---------------------------- | -------------- | ----------------- | ------------ |
| 1979–1983                     | Blas Puchol Mulet            | UCD            | 19/04/1979        | --           |
| 1983–1987                     | Eduardo Sese Furió           | AP-PDP-UL-UV   | 28/05/1983        | --           |
| 1987–1991                     | Eduardo Sese Furió           | AP             | 30/06/1987        | --           |
| 1991–1995                     | Eduardo Sese Furió           | PP             | 15/06/1991        | --           |
| 1995–1999                     | Eduardo Sese Furió           | PP             | 17/06/1995        | --           |
| 1999–2003                     | Eduardo Sese Furió           | PP             | 03/07/1999        | --           |
| 2003–2007                     | Alejandro Pastor Furió       | PP             | 14/06/2003        | --           |
| 2007–2011                     | Alejandro Pastor Furió       | PP             | 16/06/2007        | --           |
| 2011–2015                     | Alejandro Pastor Furió       | PP             | 11/06/2011        | --           |
| 2015–2019                     | Josep Vicent Rovira Ferrando | Compromís      | 13/06/2015        | --           |
| 2019-2023                     | Josep Vicent Rovira Ferrando | Compromís      | 15/06/2019        | --           |
| Des de 2023                   | n/d                          | n/d            | 17/06/2023        | --           |
| Fonts: Generalitat Valenciana |                              |                |                   |              |

## Economia
Predomina el sector agrícola (cítrics) i la construcció.

## Monuments i llocs d'interès

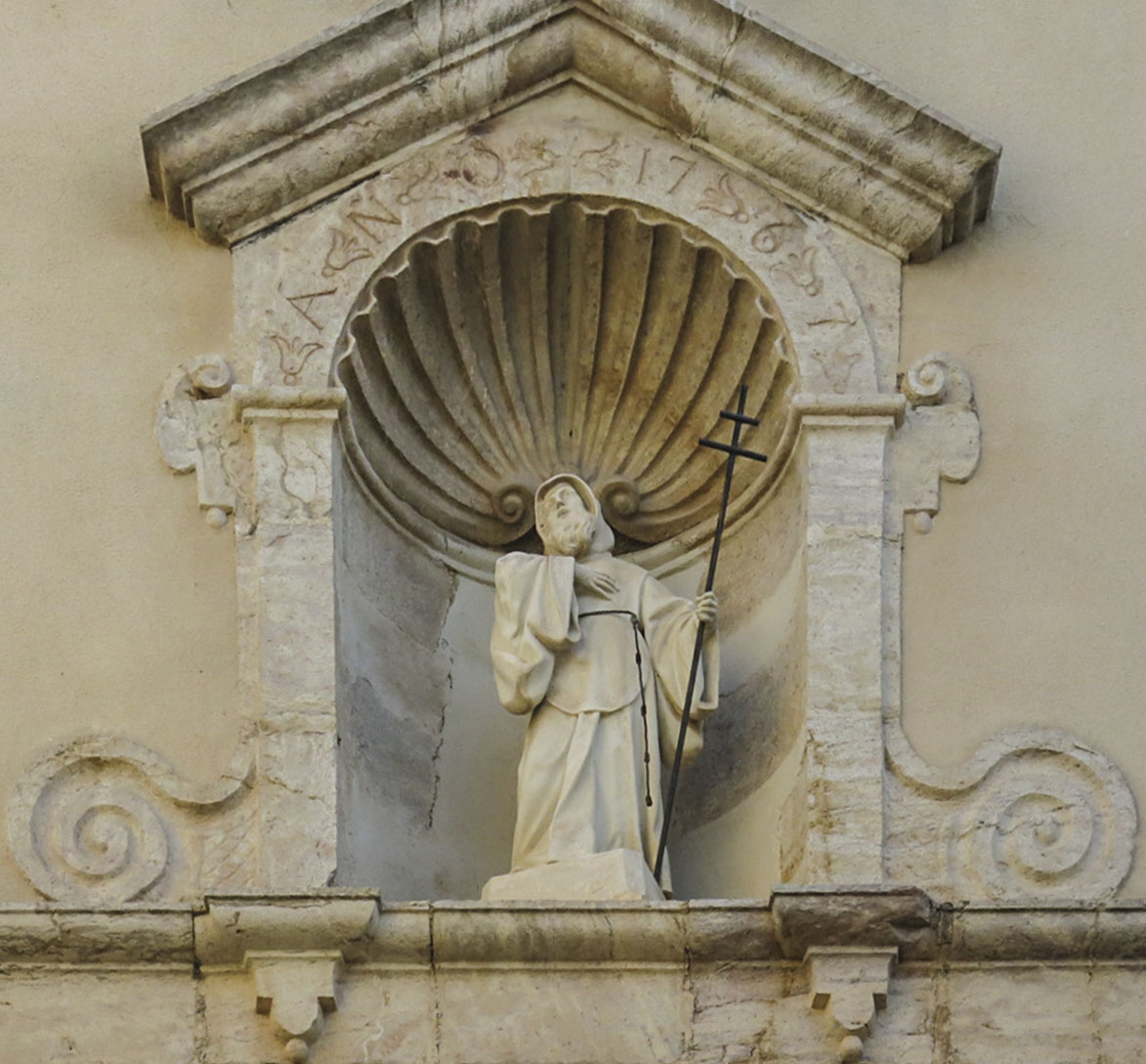
Fornícula de l'església de Sant Francesc de Paula

- Església Parroquial de Sant Francesc de Paula. D'estil barroc.

## Festes
Les festes patronals se celebren durant la setmana del 15 d'agost en honor de la Immaculada Concepció i Sant Francesc de Paula, amb actes religiosos, misses, processons, i lúdics: revetlles, jocs, focs artificials, actuacions culturals i sopars populars.